# Libnotes (Libnotes) klossi
Libnotes (Libnotes) klossi is een tweevleugelige uit de familie steltmuggen (Limoniidae). De soort komt voor in het Oriëntaals gebied.